# Cultura italiana pt.2
Cultura italiana pt.2 è il secondo album in studio del rapper italiano Diss Gacha, pubblicato il 29 novembre 2024 con doppia etichetta Columbia Records e Sony Music.

## Descrizione
Il progetto, seguito del precedente Cultura italiana pt.1, si compone di nove tracce, scritte e composte dallo stesso rapper con la collaborazione di autori e produttori, tra cui Greg Willen, Sala e Shune.

## Tracce
1. San Fierro – 2:20 (testo: Gabriele Pastero, Sewit Villa Jacob, Sergio Sylvestre – musica: Enzo Salaniti, Marco Zangirolami)
2. America (feat. Clara) – 2:29 (testo: Gabriele Pastero, Clara Soccini – musica: Enzo Salaniti)
3. Gacha – 2:15 (testo: Gabriele Pastero, Sewit Villa Jacob, Stephen Preston Shockley, William Shelby – musica: Enzo Salaniti, Stephen Preston Shockley, William Shelby)
4. Verità nel mezzo – 3:04 (testo: Gabriele Pastero – musica: Enzo Salaniti, Luca Ghiazzi, Marco Zangirolami)
5. 8pm (feat. Nayt) – 2:59 (testo: Gabriele Pastero, Sewit Villa Jacob, William Mezzanotte – musica: Enzo Salaniti, Francesco Lisoni, Vigan Mehmedi)
6. 14€ (Skit) – 1:22 (testo: Gabriele Pastero – musica: Enzo Salaniti, Marco Zangirolami)
7. Met Gala (feat. Niky Savage) – 2:29 (testo: Gabriele Pastero, Gacha Ladies, Nicholas Alfieri – musica: Enzo Salaniti, Gregory Taurone)
8. Punto di vista – 2:51 (testo: Gabriele Pastero, Sewit Villa Jacob – musica: Enzo Salaniti, Sewit Villa Jacob)